# Benjamim Luazes e Santos
Benjamim Luazes Monteiro Leite e Santos CvTE • ComA • GOA • MPCE • MOCE • MRDA (Porto, 25 de Fevereiro de 1883 - Lisboa, 3 de Fevereiro de 1962) foi um militar, colonialista, professor e publicista português.

## Biografia
Filho do Capitão António Monteiro Leite e Santos, Oficial da Administração Militar, e de sua mulher, a conhecida Professora Amália Luazes e irmão do Major António Luazes Monteiro Leite e Santos, Oficial da Antiga, Nobilíssima e Esclarecida Ordem Militar de Sant'Iago da Espada, do Mérito Científico, Literário e Artístico a 28 de Junho de 1919 e Comendador da Ordem Militar de São Bento de Avis a 25 de Fevereiro de 1938.
De 1893 a 1899, frequentou e tirou o curso secundário no Real Colégio Militar. Em 1900 e 1901, frequentou a Escola Politécnica de Lisboa, onde tirou os preparatórios para a Escola do Exército, cujo curso tirou de 1901 a 1903, ficando classificado em 2.º lugar, e para a Arma de Cavalaria.
Oficial distinto do Exército, foi promovido a Alferes a 15 de Dezembro de 1904, a Tenente a 1 de Dezembro de 1906, a Capitão a 1 de Março de 1913, a Major a 9 de Dezembro de 1918, a Tenente-Coronel a 11 de Junho de 1927, a Coronel a 9 de Junho de 1934 e passou ao Quadro da Reserva a 13 de Fevereiro de 1939. Serviu em diversas Unidades da sua Arma, tendo comandado o Regimento de Cavalaria N.º 3 e a 1.ª Brigada de Cavalaria.
Em 1906, ofereceu-se para ir servir no ultramar, nos termos da Lei de 14 de Novembro de 1901, sendo promovido, nesses termos, ao posto imediato, Tenente, e colocado no 2.º Esquadrão de Dragões de Angola, Unidade que o então Governador-Geral da Colónia, Eduardo Augusto Ferreira da Costa, criara para ir operar Além Cunene, com o fim de vingar a afronta às Armas Portuguesas e o massacre de 1904. Depois de intensa e bem orientada instrução, o Esquadrão, em 1907, entrou em operações, na coluna do Comando do Governador José Augusto Alves Roçadas. Participou, então, nos seguintes e numerosos combates e acções, dando exemplo de heroísmo e bravura: a 27 de Agosto, no combate de Mofilo, a 29 de Agosto, num importante reconhecimento, e, dias depois, na defesa de Ancongo; a 15 de Setembro cooperou na defesa de Damequero, donde partiu, dias depois, para Aluendo, que defendeu; a 22 de Setembro participou na Tomada do Cuamato Pequeno, a que se seguiu, a 4 de Outubro, a do Cuamato Grande.
Em 1908, regressou à Metrópole, e foi colocado no Regimento de Cavalaria N.º 4. Em 1909, foi nomeado Instrutor de Equitação no Real Colégio Militar. Alguns anos depois foi nomeado, mediante concurso, Professor de Geografia e História do mesmo Colégio, cargo que exerceu até à data da sua promoção ao posto de Coronel, a 9 de Junho de 1934, tendo exercido, assim, durante 25 anos, quase ininterruptamente, as suas funções docentes, naquele estabelecimento de ensino.
De 12 de Junho a 18 de Agosto de 1926, serviu em Comissão Militar no Estado da Índia, onde exerceu o cargo de Comandante do Corpo de Tropas da Guarnição.
De 28 de Março de 1936 a 27 de Janeiro de 1937, exerceu o cargo de Chefe da 1.ª Repartição da Direcção da Arma de Cavalaria.
Publicou várias obras de carácter militar e didáctico, e os seguintes trabalhos:
- Noções de Geografia e História, livro destinado à Classe dos Sargentos[1]
- diversas conferências insertas nos Anuários do Colégio Militar, a saber:[1]
  - Viagem de Gago Coutinho e Sacadura Cabral[1]
  - Ensinamentos da Viagem de Serpa Pinto[6]
  - A Batalha de Ameixial[7]
  - O Combate de Mufilo, em 27 de Agosto de 1907[7]
  - etc[7]

Traduziu diversas obras de História do Professor Albert Malet, como:
- O Século XIX[7]
- etc[7]
- A Segunda Grande Guerra no Pacífico[7]
- etc[7]

Da sua folha de serviço constam numerosos e constantes louvores, e as seguintes condecorações:
- Cavaleiro da Antiga e Muito Nobre Ordem Militar da Torre e Espada, do Valor, Lealdade e Mérito[3][7]
- Comendador da Ordem Militar de São Bento de Avis[3][7]
- Grande-Oficial da Ordem Militar de São Bento de Avis[3][7] a 14 de Novembro de 1936[8]
- Medalha da Rainha D. Amélia de Prata[3][7]
- Medalha de Prata da Ocupação Militar de Além Cunene[3][7]
- Medalha de Ouro de Serviços Relevantes no Ultramar[3][7]
- Medalha de Prata de Comportamento Exemplar[3][7]
- Medalha de Ouro de Comportamento Exemplar[3][7]
- Medalha da Ordem do Mérito Militar de Espanha[3][7]
- Medalha da Ordem da Coroa da Prússia e da Alemanha[3][7]
- etc[7]

Casou no Porto, Massarelos, a 24 de Novembro de 1909, com Berta Ferreira Nunes de Castro (1 de Outubro de 1892 - 30 de Novembro de 1949), filha de José Alexandrino Carneiro de Castro (Porto, Sé, 2 de Fevereiro de 1859 - Porto, Foz do Douro, 22 de Março de 1927), herdeiro das Casas e Quintas da Serpente e do Monte Grande, em Vilar de Andorinho, e de sua mulher (Porto, Miragaia, 24 de Julho de 1886) Hedwiges Apolónia Justina Ferreira da Silva Nunes (São Luís do Maranhão, São João Baptista, 17 de Outubro de 1857 - Termas do Luso, 19 de Julho de 1918), educada no Colégio das Ursulinas, em Coimbra, autora de desenhos e aguarelas de boa qualidade e pianista de mérito e viúva sem geração de Frederico Frutuoso Aires de Gouveia Osório, irmão de D. António Frutuoso Aires de Gouveia Osório, sobrinha materna do 1.º Visconde de Itacolumi e 1.º Conde de Itacolumi, da qual teve:
- Guilherme de Castro Luazes e Santos (Lisboa, Campo Grande, 28 de Novembro de 1912 - ?), que frequentou o Colégio Militar desde 1922, Primeiro-Sargento-Cadete em 1930, Major do Serviço de Material do Exército, com 35 louvores, Piloto Aviador Civil com missões em Timor, Moçambique e Angola, enquanto Tenente, Cavaleiro da Ordem Militar de Avis a 24 de Dezembro de 1953, e Oficial da Ordem Militar de Avis a 15 de Junho de 1962,[10] Medalha de 2.ª Classe de Mérito Militar, Medalha de 1.ª Classe de Mérito Militar, Medalha Comemorativa da Expedição a Timor em 1945 e das Campanhas do Norte de Angola de 1965, 1966 e 1967, casado a 16 de Abril de 1955 com Susana Rosa Pacheco Dias, da qual teve uma única filha:[3]
  - Ana Cristina Dias Luazes e Santos (Lisboa, 1 de Setembro de 1959), Licenciada em Psicologia pela Faculdade de Psicologia e Ciências da Educação da Universidade de Lisboa, casada a 5 de Setembro de 1980 com José Carlos de Lemos Monteiro de Sequeira, Licenciado em Ciências Económicas, sem geração[3]
- Maria das Dores de Castro Luazes e Santos (Lisboa, São Sebastião da Pedreira, 22 de Agosto de 1914 - ?), Licenciada em Medicina, viúva do Dr. João Augusto da Silva Martins, Médico, do qual teve dois filhos, um deles casado e com uma filha[3]
- Benjamim de Castro Luazes e Santos (Lisboa, São Sebastião da Pedreira, 29 de Junho de 1919 - ?), com o curso do Colégio Militar, Primeiro-Sargento-Cadete em 1936, Tenente Miliciano em Missão à Ilha de São Miguel, nos Açores, de 1941 a 1944, com vários louvores, Funcionário Superior da Companhia dos Telefones, casado, sem geração[9]
- Hedwiges Amália de Castro Luazes e Santos (Lisboa, São Sebastião da Pedreira, 15 de Outubro de 1932 - ?), Professora Oficial, solteira, sem geração[9]